# Saint Joe River
Der Saint Joe River (auch St. Joe River) ist ein 225 km langer Zufluss des Coeur d’Alene Lake im Idaho Panhandle im Nordwesten des US-Bundesstaates Idaho.
Der Saint Joe River hat seinen Ursprung in der Northern Bitterroot Range in dem 1974 m hoch gelegenen kleinen Bergsee Saint Joe Lake westlich vom Gipfel des 2339 m hohen Illinois Peak. Von dort strömt er in westlicher Richtung durch die beiden Countys Shoshone und Benewah. Die Ortschaften Avery und Calder liegen am Mittellauf. Bei Avery mündet der North Fork Saint Joe River von Norden kommend in den Fluss. Der Saint Joe River passiert später die Kleinstadt St. Maries, wo der Saint Maries River von Süden kommend in ihn mündet. Schließlich erreicht der Saint Joe River den Coeur d’Alene Lake. Dieser ist ein ursprünglich glazialer See, der an seinem Abfluss durch einen Staudamm aufgestaut wird. Dabei wird bei hohem Wasserstand ein Teil des Unterlaufs des Saint Joe River überflutet. Am Südufer dieses Fluss- bzw. Seeabschnittes erstreckt sich der Heyburn State Park. Der Saint Joe River entwässert ein Areal von 4791 km². Nahe der Mündung beträgt der mittlere Abfluss 88 m³/s.
Im Fluss kommen u. a. Cutthroat-Forelle und Stierforelle vor.
Der Oberlauf des Saint Joe River ist als National Wild and Scenic River geschützt. Ein 43 km langer Flussabschnitt vom Saint Joe Lake bis oberhalb der Red Ives Ranger Station gehört dabei in die Kategorie wild. Die anschließenden 64 Flusskilometer bis zur Einmündung des North Fork bei Avery, auf welchen eine Straße entlang dem Fluss verläuft, gehören in die Kategorie recreational. 
Der Fluss verdankt seinen Namen dem katholischen Priester Pierre-Jean De Smet, der im 19. Jahrhundert am Flussufer eine Mission gründete und dem Fluss den ursprünglichen Namen St. Joseph gab.